# Nonazochis graphialis
Nonazochis graphialis är en fjärilsart som beskrevs av William Schaus 1912. Nonazochis graphialis ingår i släktet Nonazochis och familjen Crambidae. Inga underarter finns listade i Catalogue of Life.